# Phoxophrys borneensis
Espèce
Phoxophrys borneensis est une espèce de sauriens de la famille des Agamidae.

## Répartition
Cette espèce est endémique de Bornéo. Elle se rencontre au Sabah, au Sarawak et au Kalimantan.

## Étymologie
Son nom d'espèce, composé de borne[o] et du suffixe latin -ensis, « qui vit dans, qui habite », lui a été donné en référence au lieu de sa découverte.

## Publication originale
- Inger, 1960 : A review of the agamid lizards of the genus Phoxophrys Hubrecht. Copeia, vol. 1960, no 3, p. 221-225.